# Višňové (okres Nové Mesto nad Váhom)
Višňové je obec v západním Slovensku v okrese Nové Mesto nad Váhom. Žije v něm 171 obyvatel.

## Historie
První písemná zmínka o vesnici je z roku 1392.

## Přírodní poměry
Obec leží na úpatí Bílých Karpat, osm kilometrů jihozápadně od Nového Města nad Váhom. Do katastrálního území obce zasahuje část chráněného areálu Čachtické Karpaty.